# Frederik Nielsen
Frederik Nielsen (Lyngby, 27 augustus 1983) is een Deense tennisser. Hij heeft één grandslamtoernooi in het dubbelspel gewonnen. Daarnaast won hij ook drie ATP-toernooien in het dubbelspel en stond hij ook drie keer in de finale. Hij heeft 32 challengers in het dubbelspel op zijn naam staan.

## Jaarverslag 2012
Hij deed samen met Jonathan Marray mee aan Wimbledon met een wildcard. Ze versloegen no.9 geplaatste spelers Marcel Granollers en Marc López. In de derde ronde versloegen ze no.8 geplaatste spelers Aisam-ul-Haq Qureshi en Jean-Julien Rojer. In de halve finale versloegen ze de titelverdedigers, Bob Bryan en Mike Bryan. In de finale versloegen ze Robert Lindstedt en Horia Tecău. Hij werd de eerste Deense tennisspeler die de Wimbledon titel won. Zijn vader won de titel bij de junioren, en was twee keer finalist bij de pro's.

## Palmares dubbelspel
| Legenda                       | Legenda               |
| ----------------------------- | --------------------- |
| Grand Slam                    |                       |
| Olympische Spelen             |                       |
| tot 2009                      | vanaf 2009            |
| Tennis Masters Cup            | ATP Finals            |
| ATP Masters Series            | ATP Tour Masters 1000 |
| ATP International Series Gold | ATP Tour 500          |
| ATP International Series      | ATP Tour 250          |

| Nr.                          | Datum             | Toernooi        | Ondergrond    | Partner              | Tegenstanders in finale                     | Score                         |         |
| ---------------------------- | ----------------- | --------------- | ------------- | -------------------- | ------------------------------------------- | ----------------------------- | ------- |
| gewonnen finales herendubbel |                   |                 |               |                      |                                             |                               |         |
| 1.                           | 7 juli 2012       | Wimbledon       | Gras          | Jonathan Marray      | Robert Lindstedt Horia Tecău                | 4-6, 6-4, 7-6(5), 6-7(5), 6-3 | Details |
| 2.                           | 5 januari 2014    | ATP Chennai     | Hardcourt     | Johan Brunström      | Marin Draganja Mate Pavić                   | 6-2, 4-6, [10-7]              | Details |
| 3.                           | 5 mei 2019        | ATP München     | Gravel        | Tim Pütz             | Marcelo Demoliner Divij Sharan              | 6-4, 6-2                      | Details |
| verloren finales herendubbel |                   |                 |               |                      |                                             |                               |         |
| 1.                           | 23 september 2012 | ATP Metz        | Hardcourt (i) | Johan Brunström      | Nicolas Mahut Édouard Roger-Vasselin        | 6-7(3), 4-6                   | Details |
| 2.                           | 12 januari 2013   | ATP Auckland    | Hardcourt     | Johan Brunström      | Colin Fleming Bruno Soares                  | 6-7(1), 6-7(2)                | Details |
| 3.                           | 13 april 2019     | ATP Marrakesh   | Gravel        | Matwé Middelkoop     | Jürgen Melzer Franko Škugor                 | 4-6, 6-7(6)                   | Details |
| Gewonnen challengers         |                   |                 |               |                      |                                             |                               |         |
| 1.                           | 30 oktober 2006   | Rimouski        | Hardcourt (I) | Kristian Pless       | Jasper Smit Martijn Van Haasteren           | 6-2, 6-4                      |         |
| 2.                           | 20 november 2006  | Shrewsbury      | Hardcourt (I) | Philipp Marx         | Lars Burgsmüller Mischa Zverev              | 6-4, 6-4                      |         |
| 3.                           | 15 oktober 2007   | Kolding         | Hardcourt (I) | Rasmus Nørby         | Philipp Petzschner Alexander Peya           | 4-6, 6-3, [10-8]              |         |
| 4.                           | 22 oktober 2007   | Barnstaple      | Hardcourt (I) | Aisam-ul-Haq Qureshi | Jasper Smit Martijn Van Haasteren           | 6-2, 64-7, [10-2]             |         |
| 5.                           | 19 november 2007  | Shrewsbury      | Hardcourt (I) | Rasmus Nørby         | Edward Allinson Ian Flanagan                | 6-3, 6-2                      |         |
| 6.                           | 17 maart 2008     | Sarajevo        | Hardcourt (I) | Johan Brunström      | Alexander Peya Lovro Zovko                  | 6-4, 7-64                     |         |
| 7.                           | 24 november 2008  | Toyota          | Tapijt (I)    | Johan Brunström      | Ti Chen Grzegorz Panfil                     | 7-5, 6-3                      |         |
| 8.                           | 25 mei 2009       | Carson          | Hardcourt     | Hars Mankad          | Carsten Ball Travis Rettenmaier             | 6-4, 6-4                      |         |
| 9.                           | 20 juli 2009      | Recanati        | Hardcourt     | Joseph Sirianni      | Adriano Biasella Andrej Goloebev            | 6-4, 3-6, [10-6]              |         |
| 10.                          | 9 november 2009   | Jersey          | tapijt (I)    | Joseph Sirianni      | Henri Kontinen Jarkko Nieminen              | 7-5, 3-6, [10-8]              |         |
| 11.                          | 26 juli 2010      | Granby          | Hardcourt     | Joseph Sirianni      | Sanchai Ratiwatana Sonchat Ratiwatana       | 4-6, 6-4, [10-6]              |         |
| 12.                          | 8 november 2010   | Loughborough    | Tapijt (I)    | Henri Kontinen       | Jordan Kerr Ken Skupski                     | 6-2, 6-4                      |         |
| 13.                          | 3 januari 2011    | Nouméa          | Hardcourt     | Dominik Meffert      | Flavio Cipolla Simone Vagnozzi              | 7-64, 5-7, [10-5]             |         |
| 14.                          | 7 februari 2011   | Bergamo         | Hardcourt (I) | Ken Skupski          | Michail Jelgin Aleksandr Koedrjavtsev       | opg.                          |         |
| 15.                          | 4 april 2011      | Monza           | Gravel        | Johan Brunström      | Jamie Delgado Jonathan Marray               | 5-7, 6-2, [10-7]              |         |
| 16.                          | 25 juli 2011      | Recanati        | Hardcourt     | Ken Skupski          | Federico Gaio Purav Raja                    | 6-4, 7-5                      |         |
| 17.                          | 1 augustus 2011   | Segovia         | Hardcourt     | Johan Brunström      | Nicolas Mahut Lovro Zovko                   | 6-2, 3-6, [10-6]              |         |
| 18.                          | 23 januari 2012   | Heilbronn       | Hardcourt (I) | Johan Brunström      | Treat Huey Dominic Inglot                   | 6-3, 3-6, [10-6]              |         |
| 19.                          | 2 november 2014   | Charlottesville | Hardcourt (I) | Treat Huey           | Lewis Burton Marcus Willis                  | 3-6, 6-3, [10-2]              |         |
| 20.                          | 23 augustus 2015  | Vancouver       | Hardcourt     | Treat Huey           | Yuki Bhambri Michael Venus                  | 7-6(4), 6-7(3), [10-5]        |         |
| 21.                          | 4 oktober 2015    | Tiburon         | Hardcourt     | Johan Brunström      | Carsten Ball Matt Reid                      | 7-6(2), 6-1                   |         |
| 22.                          | 18 oktober 2015   | Fairfield       | Hardcourt     | Johan Brunström      | Carsten Ball Dustin Brown                   | 6-3, 5-7, [10-5]              |         |
| 23.                          | 15 november 2015  | Knoxville       | Hardcourt (i) | Johan Brunström      | Sekou Bangoura Matt Seeburger               | 6-1, 6-2                      |         |
| 24.                          | 24 januari 2016   | Manilla         | Hardcourt     | Johan Brunström      | Francis Casey Alcantara Christopher Rungkat | 6-2, 6-2                      |         |
| 25.                          | 27 maart 2017     | Saint-Brieuc    | Hardcourt (I) | Andre Begemann       | David O'Hare Joe Salisbury                  | 6-3, 6-4                      |         |
| 26.                          | 12 maart 2018     | Drummondville   | Hardcourt (I) | Joris De Loore       | Luis David Martínez Filip Peliwo            | 6-4, 6-3                      |         |
| 27.                          | 30 april 2018     | Seoel           | Hardcourt     | Toshihide Matsui     | Ti Chen Chu-Huan Yi                         | 6-4, 7-63                     |         |
| 28.                          | 21 mei 2018       | Loughborough    | Hardcourt (I) | Joe Salisbury        | Luke Bambridge Jonny O'Mara                 | 3-6, 6-3, [10-4]              |         |
| 29.                          | 11 juni 2018      | Nottingham      | Gras          | Joe Salisbury        | Austin Krajicek Jeevan Nedunchezhiyan       | 7-65, 6-1                     |         |
| 30.                          | 5 november 2018   | Knoxville       | Hardcourt (I) | Toshihide Matsui     | Hunter Reese Tennys Sandgren                | 7-66, 7-5                     |         |
| 31.                          | 10 november 2019  | Bratislava      | Hardcourt (I) | Tim Pütz             | Roman Jebavý Igor Zelenay                   | 4-6, 7-64, [11-9]             |         |
| 32.                          | 17 november 2019  | Helsinki        | Hardcourt (I) | Tim Pütz             | Tomislav Draganja Pavel Krotov              | 7-62, 6-0                     |         |

## Resultaten grandslamtoernooien
| Legenda | Legenda                          |
| ------- | -------------------------------- |
| g.t.    | geen toernooi gehouden           |
| l.c.    | lagere categorie                 |
| –       | niet deelgenomen                 |
| G       | uitgeschakeld in de groepsfase   |
| 1R      | uitgeschakeld in de eerste ronde |
| 2R      | uitgeschakeld in de tweede ronde |
| 3R      | uitgeschakeld in de derde ronde  |
| 4R      | uitgeschakeld in de vierde ronde |
| KF      | uitgeschakeld in de kwartfinale  |
| HF      | uitgeschakeld in de halve finale |
| F       | de finale verloren               |
| W       | het toernooi gewonnen            |
| w-v     | winst/verlies-balans             |

### Enkelspel
| Grandslamtoernooien   |    |
| Australian Open       | 1R |
| Roland Garros         | –  |
| Wimbledon             | –  |
| US Open               | –  |
| ATP World Tour Finals |    |
| ATP World Tour Finals | –  |
| Olympische Spelen     |    |
| Olympische Spelen     | –  |
| Statistieken          |    |
| Totaal aantal titels  | 0  |
| Eindejaarsranking     | -  |

### Mannendubbelspel
| Grandslamtoernooien  |    |      |      |      |     |      |      |      |    |
| Australian Open      | 1R | 1R   | 2R   | –    | –   | –    | 3R   | 1R   | 1R |
| Roland Garros        | –  | 2R   | 1R   | –    | 1R  | –    | 3R   | KF   | 1R |
| Wimbledon            | W  | 2R   | 2R   | 3R   | 1R  | HF   | 3R   | g.t. |    |
| US Open              | 2R | 2R   | –    | –    | 2R  | 1R   | –    | –    |    |
| ATP Finals           |    |      |      |      |     |      |      |      |    |
| ATP Finals           | HF | –    | –    | –    | –   | –    | –    | –    |    |
| ATP Masters 1000     |    |      |      |      |     |      |      |      |    |
| Indian Wells         | –  | 2R   | –    | –    | –   | –    | –    | g.t. |    |
| Miami                | –  | HF   | –    | –    | –   | –    | –    | g.t. | –  |
| Monte Carlo          | –  | 1R   | –    | –    | –   | –    | –    | g.t. | –  |
| Madrid               | –  | –    | –    | –    | –   | –    | –    | g.t. | –  |
| Rome                 | –  | 1R   | –    | –    | –   | –    | –    | –    | –  |
| Montreal/Toronto     | –  | –    | –    | –    | –   | –    | –    | g.t. |    |
| Cincinnati           | 1R | –    | –    | –    | –   | –    | –    | –    |    |
| Shanghai             | –  | –    | –    | –    | –   | –    | –    | g.t. |    |
| Parijs               | –  | –    | –    | –    | –   | –    | –    | –    |    |
| Olympische Spelen    |    |      |      |      |     |      |      |      |    |
| Olympische Spelen    | –  | g.t. | g.t. | g.t. | –   | g.t. | g.t. | g.t. |    |
| Statistieken         |    |      |      |      |     |      |      |      |    |
| Totaal aantal titels | 1  | 0    | 1    | 0    | 0   | 0    | 1    | 0    | 0  |
| Eindejaarsranking    | 21 | 60   | 94   | 108  | 144 | 58   | 48   | 55   |    |